# Институт сердца Министерства здравоохранения Украины
Институт сердца Министерства здравоохранения Украины, ранее Киевский городской Центр сердца — институт в Киеве, предоставляющий высокоспециализированную помощь больным с сердечной и сосудистой патологией, а также экстренную хирургическую помощь больным с пороками сердца. Построен в 2008 году как Киевская городская клиническая больница «Центр сердца», на средства, собранные киевлянами через благотворительные взносы, с условием последующего, бесплатного лечения жителей города, в 2012 году при руководстве министра здравоохранения профессора Раисы Богатырёвой передан из коммунальной в государственную собственность как Институт сердца МЗ Украины. В клинике проводятся диагностические исследования в области кардиологической патологии, а также диагностика сопутствующей экстракардиальной патологии различных органов и систем. Директор центра — профессор Борис Тодуров.

## История создания
Центр построен на средства, собранные жителями города, во время массовой информационной компании, и переданы в местный бюджет города Киева. Условием создания больницы, для которого были собраны жителями города средства на строительство, является бесплатное лечение киевлян. Стоимость строительства — 644 миллиона гривен (около 200 000 000 долларов по курсу на момент окончания строительства). Центр начал функционировать в 2008 году. 25 декабря 2012 решением 65 депутатов Киевского городского совета центр передан под юрисдикцию Министерства здравоохранения Украины. На тот момент с 24 декабря 2012 года министром здравоохранения Украины была доктор медицинских наук, профессор Раиса Богатырёва. На выступлении в здании Киевского совета Борис Михайлович Тодуров указал на недостаточное финансирование центра из городского бюджета, в частности за 2012 год лишь 4,8 миллиона гривен. Ещё 39 миллионов гривен выделялось Минздравом. В обеспечении центра оборудованием также принимал участие Николай Кузьма, в то время президент Украинской ассоциации поставщиков и производителей медицинской техники.

## Структура центра
Мощность центра — 150 коек, в том числе 110 коек для взрослых и 40 — для детей, которые распределены среди следующих отделений:
- 2 отделения амбулаторного приёма больных — отделение амбулаторного приёма с кабинетами функциональной диагностики для взрослых и отделение амбулаторного приёма с кабинетами функциональной диагностики для детей.
- 10 параклинических отделений, в том числе отделения рентгеновской и компьютерной томографии; отделение радионуклидной диагностики; клинико-диагностические лаборатории.
- 5 кардиохирургических отделений, в том числе и детских — отделение лечения коронарной недостаточности на 35 коек, отделение лечения приобретённых пороков сердца на 35 коек, отделение лечения врождённых пороков сердца для детей младшего возраста на 20 коек, отделение лечения нарушения сердечного ритма на 30 коек, отделение лечения патологии миокарда и трансплантации органов и тканей человека на 30 коек.
- операционное отделение (5 операционных);
- отделение интенсивной терапии для взрослых;
- отделения ангиографии и рентгенэндоваскулярной хирургии;
- отделение интенсивной терапии для детей;
- отделение интенсивной терапии экстракорпоральных методов детоксикации с применением аппарата «искусственная почка»;
- отделение анестезиологии.

## Скандал
1 января 2017 года Борис Михайлович Тодуров, также в прошлом кандидат на должность министра здравоохранения, обвинил Ульяну Супрун в том, что Минздрав не закупил расходные материалы для скорой помощи на сумму в 364 миллиона гривен по программе по сердечно-сосудистым заболеваниям. Его поддержали Виктор Медведчук и Вадим Рабинович. Последний созвал митинг под Минздравом в защиту Тодурова.
В августе 2016 года, когда новая команда пришла работать в Министерство здравоохранения, перед ней стояли два вызова: завершить закупки за средства бюджета 2015 года (по состоянию на 25.07.2016 закупки за средства 2015 года были осуществлены лишь на 50 %) и параллельно начать закупки по бюджету 2016 года (по состоянию на 01.08.2016 для их начала почти не было осуществлено соответствующей подготовительной работы).
Министерство здравоохранения Украины опубликовало развёрнутую позицию относительно обвинений на официальном веб-сайте, в которой объяснило, что закупки за государственные средства 2016 года по направлению «сердечно-сосудистые заболевания» впервые будут осуществляться через международную организацию, а не министерство, как это делали раньше.
Новая команда Минздрава в течение сентября — октября 2016 года изменила номенклатуру и технические задания по направлению ССЗ в сторону увеличения позиций, которые позволят украинским врачам провести больше типов оперативных вмешательств для широкого круга пациентов и закупить больше стентов с экономией (к примеру, за бюджет 2015 — 7 179 стентов, за бюджет 2016 — 10638 стентов). 12 декабря 2016 года министерство подписало окончательный договор с британским королевским агентством Crown Agents, ответственным за закупки по данному направлению на сумму 357 200 000 грн. Уже 28 декабря 2016 объявили первый тендер. По состоянию на 6 января 2017 года Crown Agents объявило все тендеры по этому направлению.
Также на сайте говорится об обеспечении работы Института сердца. В период с декабря 2015 года по ноябрь 2016 года для Института сердца в соответствии с заявками были распределены и перераспределены медикаменты и медицинские изделия на общую сумму более 44 млн грн. По бюджету 2016 ССЗ для Института были выделены средства в объёме 50 млн грн. при общей сумме для всех регионов Украины — 357 200 000 грн.
В расследовании адвоката Евгении Закревской идёт речь о закупке самим Институтом лекарств по максимально разрешённым ценам, цени на определённые препараты были на 50 % выше, чем в аптеках. За один месяц перерасход составил 148 тысяч гривен.